# Claude Garache
Pour les articles homonymes, voir Garache.
Claude Garache est un peintre, graveur et lithographe français né le 20 janvier 1929 à Paris (France) où il est mort le 29 août 2023.

## Biographie
En 1948, Claude Garache exécute ses premiers travaux personnels. Il reçoit la même année l’enseignement de Robert Coutin, en dessin et en sculpture. Il fréquente les ateliers de Fernand Léger, d’André Lhote, et l’atelier d’art monumental de l’École nationale supérieure des beaux-arts[réf. souhaitée].
Après de nombreux voyages en Europe (Pays-Bas, Belgique, Rome, Italie du Sud, Grèce, Istanbul), au Moyen-Orient (Liban, Syrie, Irak, Iran), et États-Unis, où il travaille pour les studios de la Metro-Goldwyn-Mayer en Californie, il se fixe en 1959 à Paris et commence à travailler face au modèle dans l’atelier. Il rend alors plusieurs visites à Alberto Giacometti[réf. souhaitée]. Parmi ses voyages, on compte un séjour d'un an à la Casa de Velázquez de Madrid de 1957 à 1958.
En 1962, Theodore Schempp devient son marchand. Ses premières expositions chez Aimé Maeght sont très remarquées, en particulier par Chagall et Miró. Dès 1972, Raoul Ubac relève par ailleurs la singulière cohérence de son œuvre, « animée d’un étrange pouvoir travaillant par poussées successives à la reconstitution lente et progressive d’un corps unique ».
Dora Vallier parle de sa peinture de nus comme d’un art « post-abstrait ».
Le travail de l’eau-forte accompagne sa peinture depuis 1965.
Ami de nombreux écrivains, très lié notamment à André Frénaud et Jacques Dupin[réf. souhaitée], Claude Garache a illustré plusieurs livres de poésie d’Yves Bonnefoy, Philippe Jaccottet ou Edmond Jabès[réf. souhaitée].
Son oeuvre est aujourd'hui gérée par l'Adagp et le Fonds de dotation Hélène et Claude Garache.

## Expositions

### Expositions collectives
- Galerie Maeght, Paris, 1965.
- Salon de mai, Paris, 1968.
- Terre seconde, château de Ratilly, juillet-septembre 1976.
- Autour du poète Yves Bonnefoy, Maison de la culture d'Orléans, décembre 1977.
- Rivages des origines, Palais des archives, Marseille, 1981.
- De Bonnard à Baselitz, dix ans d'enrichissements du cabinet des estampes, 1978-1988, Paris, Bibliothèque nationale de France, 1992[7].
- Yves Bonnefoy - Écrits sur l'art et livres avec les artistes, château de Tours, octobre-novembre 1993.
- Yves Bonnefoy - Art and poetry, French Cultural Services, New York, septembre 1995.
- Yves Bonnefoy - La poésie et les arts plastiques, Vevey, musée Jenisch Vevey, octobre 1996 - janvier 1997.
- Made in France 1947-1997, Paris, musée national d'Art moderne, 1997.
- La vérité des images, musée national de Port-Royal des Champs, mai-août 2010[8].
- Corps à corps - soixante-dix gravures et estampes, château de Courcelles, Montigny-lès-Metz, janvier-mars 2011[9].
- Philippe Jaccottet et les peintres, galerie Alain Paire, Aix-en-Provence, juin-juillet 2012.
- Voyages - Soixante-douzième exposition de la Société des peintres-graveurs, mairie du 6e arrondissement de Paris, février-mars 2018[10].

### Expositions personnelles
- Galerie Michel Vokaer, Bruxelles, 1972, 1975, 1981.
- Fondation Maeght, Saint-Paul-de-Vence, 1974.
- Galerie Maeght (Paris), 1975, 1977, 1980.
- Galerie La Touriale, Marseille, 1976.
- Galerie Maeght, Zurich, 1976, 1982.
- Galerie Jacqueline Storme, Lille, 1977
- Galerie Maeght, Barcelone, 1979.
- Claude Garache - Peintures, 1966-1982, musée Grobet-Labadié, Marseille, 1983.
- Spaightwood Galleries, Madison (Wisconsin), 1983, 1984, 1985, 1988.
- Galerie Lelong, Paris, 1984, 1988.
- Galerie Sapet, Valence, 1984.
- Claude Garache - Prints, 1965-1985; Zilkha Gallery, Wesleyan University, Middletown (Connecticut), 1985.
- Galerie Marika Marghescu, Hanovre, 1985.
- Claude Garache - Peintures, musée de l'Hospice Saint-Roch, Issoudun, juin-septembre 1991.
- Claude Garache - Peintures, musée d'Art et d'Histoire d'Orange, 1992.
- Claude Garache - Paintings and sanguine, galerie Matisse, Institut français de Londres, mai-juillet 1994.
- Claude Garache - Face au modèle, galerie Chantal Bamberger, Strasbourg, juin-juillet 2010[11].
- Garache - Peintures, École supérieure des beaux-arts de Nîmes, avril 2010[12],[13],[14].
- Musée Granet, Aix-en-Provence, octobre-novembre 2010 (partenariat galerie Alain Paire)[15].
- Dans la couleur de Garache, musée d'Art moderne de de Paris, mars-juin 2012[16],[17],[18],[19],[20].
- Le Bruit du temps (gravures), 2014.
- Le Bruit du temps (dessins), 2016.
- Le Bruit du temps (peintures), 2019.
- Maison Zervos (livres d'artiste, gravures, lithographies), été 2023.
- Château de Ratilly, « Stabilité et mouvement » (sculptures, peintures, gravures), été 2024.
- Musée Cantini (peintures), été 2024.

## Collaborations cinématographiques
- Vincente Minnelli, La Vie passionnée de Vincent Van Gogh, 1956, conseiller artistique.

## Réception critique
- « Il me plaît que le rouge, ce rouge sans mélange, devienne la nacre d'une épaule, paraisse bleuir au bord d'un sein, et qu'une ombre s'accumule dans la masse opaque de la chevelure ou au secret du ventre. Que la couleur tourne en volume, que le volume fasse jouer la lumière. Que s'inscrive sur la toile une forme, avec sa pesanteur. En se donnant un seul tube de rouge, Garache n'en cherche pas moins à modeler ses chairs comme Rubens, avec des roses légers, des ombres violettes et des demi-teintes orangées : exigence gratuite, prétention impossible, et pourtant nul moyen de nier le résultat. Prouesse : mais qui, née d'une austérité volontaire, est le contraire de la virtuosité. » - Jacques Thuillier[21].
- « La couleur qu'emploie Garache n'est-elle pas, bien que si proche en nuance du sang qui donne chair à la vie, chaleur et sens à la chair, ce qui, tout au contraire, par ses apports d'extériorité, de silence, peut le plus insidieusement, le plus dangereusement, en pervertir les aspects : la phrase devenant d'autant plus incompréhensible qu'elle a été presque préservée ? Couleur pour décolorer, unité pour décomposer, ôtant la chaleur au souffle, le regard aux yoeux, le rêve même au désir. Un "opérateur" métaphysique, disons, par quoi l'apparence, se retournant contre soi, se défait de nous. » - Yves Bonnefoy[22].
- « Le rouge s'est imposé et ses différentes nuances suffisent à évoquer toutes les nuances de la lumière sur un corps. Nous nageons dans un système codé où il s'agit de rendre fidèlement toute la réalité avec des moyens prélevés dans la réalité donc nécessairement en nombre réduit. Établir une équivalence, jeter un pont, faire vibrer une harmonique, voilà ce dont il s'agit. Pour y parvenir, Garache s'est servi du rouge et le rouge l'a bien servi. » - Jean Frémon[23].
- « La peinture de Garache est animée d'un étrange pouvoir, travaillant par poussées successives à la reconstitution lente et progressive d'un corps unique. En vue de quelle plénitude, de quelle réhabilitation glorieuse ? » - Raoul Ubac[24].

## Conservation

### Collections publiques françaises
- Antibes, musée Picasso[25] : Bougerie (1975-2019, huile sur toile, don de l'artiste en 2022), Grand Loing (1985, huile sur toile, don de l'Association des amis du musée Picasso en 2022), Ramonde (2003, huile sur toile, don de l'Association des amis du musée Picasso en 2022).
- Aix-en-Provence, Fondation Jean et Suzanne Planque : Osse et Bassoue (1979, huile sur toile, 230 × 260 cm), Appe la Belle (G 646), Questine (G 750), Epigée dos (G 801), Ferretine (G 833) et six fusains[26],[27].
- Dijon, musée des beaux-arts[28] : Mayme (1973, huile sur toile), Questine (1986, huile sur toile, don de l'artiste en 2023), Loing (G 755, 1999, huile sur toile), Couée (G 718, 1996, huile sur toile).
- Gravelines, Musée du Dessin et de l'Estampe originale : choix de gravures et de lithographies[29].
- Grenoble, Musée des Beaux-Arts : Dormeuse (G 376), Peinture FF (G 347, 1967), Bessillon (G 474, 1972).
- Marseille, Musée Cantini : Avocette, 1973, huile sur toile, 114 × 146 cm ; Face douce (G 198, 1959), Brasse (G 226, 1962), Peinture MT (G 290, 1966), Avrilé (G 335, 1985), Auche (G 569, 1978), Vouel (G 571, 1975), Accroupie et bleu (G 637, 1994)[30].
- Paris :
  - Bibliothèque littéraire Jacques-Doucet.
  - Bibliothèque nationale de France.
  - musée des Arts décoratifs : Roland Garros 1990, 1990, affiche, 75 × 55 cm[31].
  - musée d'Art moderne de Paris : Yvie et Sauve[32] (huile sur toile), Vou (G 620, 1986, huile sur toile, 114 × 146 cm).
  - musée national d'Art moderne : Tasque (G 575, 1981, huile sur toile, 260 × 230 cm), Arguine, suite de dix eaux-fortes[33].
  - musée de Roland-Garros : Roland Garros 1990, 1990, affiche, 75 × 55 cm[34].
- Puteaux, Fonds national d'art contemporain : Sauve (G 543), 1975 huile sur toile, 114 × 156 cm.
- Rouen, Musée des Beaux-Arts : Ventre blanc (G 296), Baton rouge (G 333), Couze (G 491).
- Saint Claude, Musée de l'Abbaye[35] : Sans titre, lithographie (donation René Genis), Sans titre, gravure (donation Guy Bardone).
- Saint-Paul-de-Vence, Fondation Maeght : Avocette, 1973, huile sur toile, 114 × 146 cm, donation Marguerite et Aimé Maeght[36].
- Tourcoing, Musée Eugène Leroy : L'Eclipse (G 256, 1962), huile sur toile, 146 x 228 cm ; Sans titre (G 177, 1961), huile sur toile[30].
- Tours, Musée des Beaux-Arts : Besse claire (G 390), Bessillon (G 487).
- Fonds régional d'art contemporain[Lequel ?] : Dos d'Argolette (595), 1980, huile sur toile, 146 × 114 cm.

### Institutions étrangères
- Belgique
  - La Louvière, Centre de la gravure et de l'image imprimée[37].
- Canada
  - Québec, Musée national des beaux-arts du Québec[38].
- États-Unis
  - Chicago, Art Institute of Chicago : Scarf, 1976, sérigraphie, 90 × 87 cm, donation Leigh B. Block[39].
  - Cincinnati, Cincinnati Art Museum.
  - Madison :
    - Madison Museum of Contemporary Art ;
    - Chazen Museum of Art.

  - Middletown, Davidson Art Center, université Wesleyenne.
  - New York, Museum of Modern Art.
  - Washington, Hirshhorn Museum and Sculpture Garden : Belle de tout le monde (G 173, 1961, huile sur papier, marouflé sur toile, 76 × 56 cm, don de Joseph H. Hirshhorn en 1966[40]), Le Nœud (1964, huile sur papier, marouflé sur toile, 97 × 73 cm, don de Joseph H. Hirshhorn en 1966[40]).
- Pays-Bas
  - Amsterdam, musée de la maison de Rembrandt.
- Suisse
  - Berne, Bibliothèque nationale suisse.
  - Vevey, Musée Jenisch.

## Ouvrages de bibliophilie
- Pierre Lecuire, Le Livre des livres, deux eaux-fortes dans un ouvrage collectif, édition originale de 130 exemplaires, Paris, Pierre Lecuire éditeur, 1974.
- Yves Bonnefoy, L'Ordalie, édition originale de 120 exemplaires avec six eaux-fortes en couleur, Paris, Maeght, 1975.
- Derrière le Miroir, no 213, édition de luxe, 150 exemplaires, dix lithographies, textes de Yves Bonnefoy et Jacques Thuillier, Paris, Maeght, 1975.
- Philippe Jaccottet, Placard Jaccottet-Garache, poème sur une estampe de Claude Garache, Paris, Maeght, 1975.
- F.R.E.S.E.R.H., une lithographie dans un ouvrage collectif (Alechinsky, Folon, Garache, La Bourdonnaye, Saint-Phalle, Ubac), édition originale de 90 exemplaires, Bruxelles, Michel Vokaer éditeur, 1976.
- Derrière le Miroir, no 222, édition de luxe, 150 exemplaires, dix lithographies, textes de John Jackson et Jean-Marie Benoist, Paris, Maeght, 1977.
- Arguine, album de dix eaux-fortes et un colophon gravé, édition originale de 65 exemplaires et huit épreuves d'artiste, Pierre Bérès, Paris, éditions Hermann, 1980.
- Suite rouge sur ingres rose foncé, album de sept lithographies, édition originale de 60 exemplaires, Paris, Maeght, 1980.
- Derrière le Miroir, no 237, édition de luxe, 150 exemplaires, quatre lithographies texte de Alain Veinstein, Paris, Maeght, 1980.
- Alain Veinstein, Ebauche du féminin, édition originale de 200 exemplaires avec huit lithographies, Paris, Maeght, 1981.
- Suite vermillon sur ingres gris clair, album de huit lithographies, édition originale de 60 exemplaires, Paris, Maeght, 1981.
- John E. Jackson, Une écharpe d'eau fraîche, avec une lithographie en frontispice, Le Muy, éditions Unes, 1988.
- Edmond Jabès, Désir d'un commencement, Angoisse d'une seule fin, édition originale de 65 exemplaires avec une eau-forte rouge et deux eaux-fortes noires, Montpellier, Fata Morgana, 1991.
- Italo Svevo, Une vie, traduit par Georges Piroué, préface de Mario Fusco, L'Etrangère, Gallimard, 1991 (un détail d'une huile sur toile, Epiairoue, a servi de couverture).
- Philippe Denis, Notes lentes, édition originale de 55 exemplaires avec une eau-forte en couleur, en frontispice, Genève, La Dogana, 1996.
- Yves Peyré, Prière pour les autres jours, avec une eau-forte et un poème manuscrit, sept exemplaires, Paris, Les auteurs, 1997.
- Jean Starobinski, La Caresse et le fouet, André Chénier, édition originale de 80 exemplaires avec quatre eaux-fortes, trois de couleurs et une noire, Genève, Editart-D. Blanco, 1999.
- Jean Starobinski, Si cette figure porte un nom, édition originale de 165 exemplaires avec une eau-forte et une phototypie, Genève, Editart-D. Blanco, 2003.
- Philippe Jaccottet, Année, édition originale de 80 exemplaires avec quatre eaux-fortes, trois de couleurs et une noire, Meaux, Les éditions de la Revue Conférence, 2006.
- Alda Merini, L'Autre vérité, avec une eau-forte en frontispice pour les 30 exemplaires de tête, Trocy-en-Multien, Les Éditions de la Revue Conférence, 2010.
- Florian Rodari, A voix nues, édition originale de 80 exemplaires avec deux eaux-fortes et un bois gravé, Trocy-en-Multien, Les Éditions de la Revue Conférence, 2010.
- Pierre-Alain Tâche, Le corps unique, édition originale de 125 exemplaires avec une eau-forte, Genève, Cercle des amis d'Editant, 2013.

#### Entretiens
- Claude Garache, Entretien, Conférence, I, 1, 1995.
- Florian Rodari, Marie du Bouchet et Alain Madeleine-Perdrillat Entretiens avec Claude Garache, Hazan, 2010 (présentation en ligne).
- Entretien avec Claude Garache, par Céline Chicha-Castex, Marie Minssieux-Chamonard et Amaury Nauroy, Nouvelles de l'Estampe, numéro 271, 2024

#### Conférences sur Claude Garache
- Yves Bonnefoy, at Wesleyan University, Wesleyan University, Middletown, CT, 31 octobre 1985.
- Jacques-Louis Binet, École du Louvre, 10 janvier 2002.

#### Ouvrages
- Gérard Xuriguera, Regard sur la peinture contemporaine, Arted, 1983.
- Richard Stamelman, Claude Garache - Prints, 1965-1985, Wesleyan University, Middletown, 1985.
- Jean Starobinski, Claude Garache, Flammarion, 1988.
- Pierre Courtin, Claude Garache - Peintures, Éditions du Musée Saint-Roch, Issoudun, 1991.
- Françoise Woimant, Marie-Cécile Miessner et Anne Mœglin-Delcroix, De Bonnard à Baselitz - Estampes et livres d'artistes, B.N.F., 1992.
- Michael Edwards, Claude Garache - Paintings and Sanguine, Institut français de Londres, 1994.
- Jacques Dupin, Garache, Dessins, Paris, Conférence et Adam Biro éditeurs, 1999.
- Emmanuel Bénézit :
  - Dictionnaire des peintres, sculpteurs, dessinateurs, graveurs, vol. 5, Gründ, 1999.
  - (en) « Claude Garache », extrait de la notice dans le dictionnaire Bénézit , sur Oxford Art Online, 2011 (ISBN 9780199773787).
- Jean-Pierre Delarge, Dictionnaire des arts plastiques modernes et contemporains, Gründ, 2001 (lire en ligne).
- Garache face au modèle (textes de Raoul Ubac, Florian Rodari, Yves Bonnefoy, Philippe Jaccottet, Roger Munier, Emmanuel Laugier, Alain Madeleine-Perdrillat, Jacques Dupin, Anne de Staël, Nicolas Pesquès, François Trémolières, Michael Edwards, Jean Starobinski, John E. Jackson, Pierre Alain Tâche), La Dogana, Genève, 2006.
- Georges Duby et John E. Jackson, Garache - Peintures, éditions de l'École des beaux-arts de Nîmes, 2010 (lire en ligne).

#### Essais
- Dora Vallier, « Claude Garache », Derrière le miroir, Paris, Maeght, no 150, 1965
- Yves Bonnefoy, « Dans la couleur de Claude Garache », Garache, février-mars 1974, catalogue d'exposition, Saint Paul de Vence, Fondation Maeght, 1974. Repris dans Yves Bonnefoy, Le Nuage rouge. Essais sur la poétique, Paris, Mercure de France, 1977 (lire en ligne).
- Jacques Thuillier, « Notes brèves sur Claude Garache », Derrière le miroir, Paris, Maeght, n 213, mars 1975.
- Piero Bigongiari, « Arriva Nuvola Rossa : il pittore Claude Garache », L'Approdo Letterario, éditions della RAI, no 77-78, XXIII, juin 1977.
- Marc Le Bot, « Claude Garache », revue Arts, no 319, 16 février 1980.
- Alain Veinstein, « Archéologie de la mère », Derrière le miroir, Paris, Maeght, no 237, janvier 1980. Repris dans Ébauche du féminin, Paris, Maeght, 1981.
- Jean Frémon, « Une version du réel, Garache », novembre 1983-janvier 1984, catalogue d'exposition, Marseille, Musée Grobet-Labadié, 1983.
- Marc Fumaroli, « Depuis longtemps, Vénus… » Repères. Cahiers d'art contemporain, Paris, galerie Lelong, no 50, 1988.
- Andrew Weiner, « Claude Garache », Spaightwood Newsletter, Madison, Wisconsin, 15 novembre 1991.
- Georges Duby, Garache, juillet-août 1992, catalogue d'exposition, Orange, Musée d'Orange, 1992.
- Anja Pearre, La présence de l'image - Yves Bonnefoy face à neuf artistes plastiques, Éditions Rodopi B.V., Amsterdam, 1995.
- Anne de Staël, Yvie et Sauve, Garache face au modèle, Genève, La Dogana, 2006.
- Jean-Claude Mathieu, « Le toucher des mots et la vie des gestes », revue Littérature, no 161, 2011 (lire en ligne).
- Amaury Nauroy, Vie secrète (Cl. Garache), Lausanne, rbl, no 2, 2015, repris dans Rondes de nuit, Le Bruit du temps, 2017, 2019.

### Radiophonie
- Entretien avec Valère Bertrand, Les arts et les gens, France-Culture, Radio France, 20 juillet 1992.
- Entretien avec Alin Avila, Les arts et les gens, France-Culture, Radio France, 22 novembre 1993.
- Irène Omélianenko, Inès de Bruyn et Yaël Mandelbaum, « Claude Garache », émission L'atelier de la création, France Culture, 29 mars 2012.

### Films
- Musée d'Orsay, Rencontre entre Claude Garache et Alain Madeleine-Perdrillat, durée : 34'20" (en ligne sur YouTube).